# محامة ابن مصوي (عفيف)
محامة ابن مصوي، هي قرية من فئة (ب) تقع في محافظة عفيف، والتابعة لمنطقة الرياض في السعودية. وتبعد محامة ابن مصوي عن محافظة عفيف بمسافة تقارب (75) كم.